# Людвікув (гміна Пшедбуж)
Людвікув (пол. Ludwików) — село в Польщі, у гміні Пшедбуж Радомщанського повіту Лодзинського воєводства.
У 1975-1998 роках село належало до Пйотрковського воєводства.